# Archives des photos de presse du Cameroun
Les Archives des photos de presse du Cameroun (en anglais : Cameroon Press Photo Archive, CPPA-B) est une archive photographique située à Buéa, la capitale régionale de la région du Sud-Ouest du Cameroun. Elles contiennent environ 120 000 négatifs et 14 000 feuilles d'épreuves (modèles sur lesquels jusqu'à 16 tirages contact ont été montés à des fins de référence) au total, offrant une vue unique de l'histoire du Cameroun anglophone pour la période allant de 1955 à 2000. Entre 2013 et 2015, African Photography Initiatives a numérisé 25 000 négatifs et les 14 000 feuilles d'épreuves. Une copie du matériel numérisé est en possession du ministère de la Communication, l'autorité en charge des archives photographiques. Le CPPA-B est considéré comme une archive en danger,,,. 

## Histoire
Les archives des photos de presse du Cameroun ont été fondées en 1954 par le gouvernement britannique, qui avait à l'époque la tutelle sur le Cameroun britannique. Le responsable de la mise en place des archives (plus précisément de la section photo au sein du Southern Cameroons Information Service) est Emmanuel Moanga Mbwaye, qui a suivi une formation de photographe au Colonial Film Unit (en) tout en travaillant pour la Cameroon Development Corporation (C.D.C.), créée en 1947 dans le but de développer et d'exploiter des plantations de cultures tropicales au Cameroun. Ce dernier était assistant-photographe de Mbwaye et, en 1974, il a été transféré à Bamenda pour mettre en place le bureau régional du Nord-Ouest de la Section photographique. Mbwaye est souvent envoyé hors de son bureau pour couvrir des événements. Des conflits d'horaires l'empêchent de faire le travail seul, ce qui l'oblige à faire appel à des photographes de studio comme Batanwi Photos (Sud-Ouest à Victoria, aujourd'hui Limbé) et CC Sports (Nord-Ouest à Bamenda). Le mandat des photographes de l'agence Press Photo était de suivre tout événement gouvernemental ou socialement pertinent sur l'ensemble de son territoire (les actuelles régions du Nord-Ouest et du Sud-Ouest).
Les activités de la Section photographique se sont poursuivies après 1961, date à laquelle elle est devenue la Section photographique du Cameroun occidental (faisant partie de la République fédérale du Cameroun) et, par la suite, sous la République unie du Cameroun (formée après un référendum en 1972). Les photographes travaillant pour le Service d'Information produisaient non seulement des photographies mais aussi des films, qui étaient ensuite projetés par des unités de cinéma mobiles dans les zones rurales et urbaines de tout le territoire. Ces films avaient pour objectif principal l'information et l'éducation de la population sur des sujets tels que la santé, l'hygiène ou l'importance de la scolarité. Ces photographes étaient également chargés de couvrir les activités des présidents et des premiers ministres ainsi que tout événement officiel d'intérêt public. Dès sa création et tout au long des années 1980, la division photographique a été active et a pu présider directement à toutes les phases de la production photographique, de la prise de vue au développement et au tirage.
Le premier photographe du Service de l'information, Emmanuel Moanga Mbwaye, a pris sa retraite en 1987 après avoir été transféré à la Division de la cinématographie en 1983. Jusqu'à sa retraite, la Division photographique était globalement bien dotée en personnel : un bibliothécaire, plusieurs photographes et deux personnes à la chambre noire y travaillaient à plein temps. Aucun d'entre eux n'a été remplacé après sa retraite. En conséquence, les archives photographiques ont été laissées avec un personnel de moins en moins nombreux et sont restées pratiquement abandonnées au début de l'année 2001, lorsque le dernier photographe a pris sa retraite.
Depuis 2001, le CPPA-B est définitivement fermé. Dans de telles conditions, les archives photographiques sont en danger constant car elles sont exposées à des facteurs de détérioration tels que l'humidité, l'infestation de termites et la pollution atmosphérique.

## Locaux
Les locaux de la CPPA-B font partie de l'ancien centre administratif de la ville de Buéa et sont situés dans un vieux bâtiment colonial en bois. L'organe administratif responsable de la gestion du CPPA-B est le ministère de la Communication dont le bureau de la délégation régionale se trouve à proximité. Le bâtiment voisin du CPPA-B abrite les Archives nationales de Buea, qui dépendent du ministère des Arts et de la Culture. Avec l'abolition du système fédéral en 1975, les archives nationales du Cameroun ont été centralisées à Yaoundé, la capitale de la République unie du Cameroun. Les photographies (négatifs, tirages contact et épreuves) qui sont conservées au CPPA-B couvrent les années de novembre 1955 à 2000. Avec le départ à la retraite du dernier photographe ayant travaillé dans ce service en 2001, le CPPA-B a été fermé et abandonné. Quelques rénovations de l'extérieur ont été effectuées sur le bâtiment quelques jours avant la célébration du 50e anniversaire de la réunification du Cameroun anglophone et francophone en février 2014. Dans son état actuel, le CPPA-B ne dispose pas de l'intégrité du bâtiment, de la sécurité, de la protection contre les incendies et du contrôle de la qualité de l'air, qui sont des exigences de base pour des archives à long terme.

## Contenus

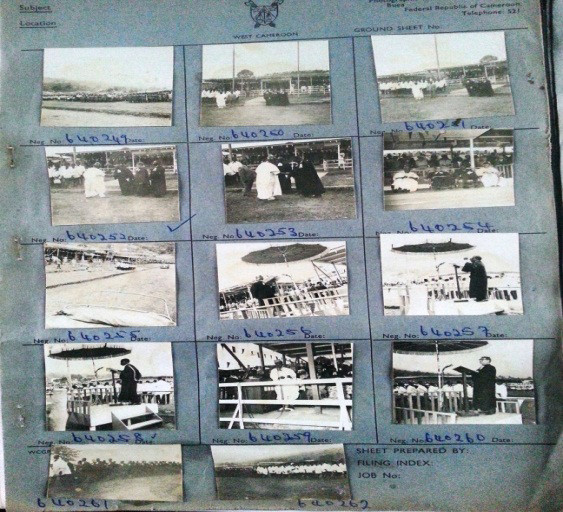
Une des feuilles de tirage contact conservées dans les archives.

Grâce au système rigoureux d'archivage mis en place par l'administration britannique au milieu des années 50, et maintenu par la bibliothécaire des archives, Martha Mosinga, après l'indépendance, le contenu de la CPPA-B est en relativement bon état. Cependant, dans les conditions climatiques actuelles, les fonds sont mis en danger par l'humidité et les températures élevées. Les archives contiennent environ 120 000 négatifs, 14 000 feuilles d'épreuves (gabarits sur lesquels jusqu'à 16 tirages contact ont été montés à des fins de référence) et 12 registres. En général, environ 500 négatifs qui sont emballés dans des enveloppes en papier sont stockés dans de petites boîtes en bois. Certains des négatifs de la CPPA-B présentent des preuves visuelles d'événements tels que, entre autres, la tournée du Gouverneur général au Cameroun méridional en décembre 1957, l'arrivée du Premier ministre de la Conférence de l'ONU à New York le 16 mars 1959, l'arrivée du Secrétaire général des Nations Unies Dag Hammarskjöld à l'aéroport de Tiko en provenance de Yaoundé, des vues de l'immeuble de la banque Barclays à Victoria, et les célébrations du Dimanche de la Jeunesse du Commonwealth à Buéa et Victoria. 

## Accès
Pour avoir accès aux archives de Press Photo à Buea, il faut écrire une demande aux autorités correspondantes. Il n'y a pas de copies papier des tirages photographiques car les archives ne contiennent que des négatifs et des épreuves. Il est également difficile d'accéder au matériel qui a été numérisé par African Photography Initiatives avec le soutien du Endangered Archives Program de la British Library et de l'Office fédéral suisse de la culture. Avec le soutien d'une équipe de six Camerounais et en collaboration avec le ministère de la Communication entre 2013 et 2015, plus de 25 000 négatifs et 14 000 épreuves ont été numérisés, une base de données établie et des mesures de conservation réalisées. Il y a une offre en attente de la British Library pour rendre le matériel numérisé disponible sur leur site web, mais la permission du ministère de la Communication n'avait pas été accordée au début de 2017. Les universités de Bamenda et de Buéa ont demandé des copies mais aucune autorisation n'a encore été accordée.
Cette impasse a abouti à la Déclaration de Yaoundé du 9 novembre 2016 par laquelle African Photography Initiatives et d'autres souscripteurs entendaient générer une plus grande compréhension de la valeur des photographies et des films et des archives analogiques comme numériques pour les études en sciences historiques, humaines et sociales. La déclaration appelle le gouvernement et les autres parties prenantes au Cameroun à faire tous les efforts afin de protéger et de rendre accessible à l'usage du public le patrimoine photographique et cinématographique du pays,. Dans un premier temps, la déclaration de Yaoundé recommande la reconnaissance de la CPPA-B et de la Photothèque nationale de Yaoundé comme biens culturels comme prévu dans la loi sur le patrimoine culturel au Cameroun du 18 avril 2013.